# Медаль «За отвагу на пожаре» (СССР)
Медаль «За отвагу на пожаре» — государственная награда СССР, России и Приднестровской молдавской республики.

## История
Учреждена Указом Президиума Верховного Совета СССР от 31 октября 1957 года.
Известны случаи награждения медалью детей. В феврале 1989 года медалью был награждён шестилетний Нериюс Кропас (который во время пожара в деревне Лесчюкай Кедайнского района Литовской ССР вынес из загоревшегося дома трёхлетнюю сестру и полуторалетнего брата). Он стал самым юным из награждённых.
Последнее награждение медалью в СССР состоялось 4 марта 1991 года.
Согласно Указу Президиума Верховного совета Российской Федерации от 2 марта 1992 года № 2424-1 медаль бывшего СССР, с аналогичным названием, осталась в наградной системе России.
Награждения данной медалью в Российской Федерации производилось с 1992 по 1994 год включительно. Было произведено несколько награждений.
Согласно Указу Президента России от 2 марта 1994 года № 442 медаль отсутствовала в системе государственных наград Российской Федерации, вместо советской медали была введена российская медаль «За спасение погибавших». Вновь учреждена (фактически воссоздана) Указом Президента России от 15 сентября 2018 года № 519. 
Кроме того, были учреждены ведомственные награды Российской Федерации:
- 24 января 2001 года — Медаль «За отвагу на пожаре» МВД России;
- 6 декабря 2002 года — Медаль «За отвагу на пожаре» МЧС России[8].

## Положение о медали
Медалью «За отвагу на пожаре» награждались работники пожарной охраны, члены добровольных пожарных дружин, военнослужащие и другие граждане:
- за смелость, отвагу и самоотверженность, проявленные при тушении пожаров, спасении людей, социалистической собственности и имущества граждан от огня;
- за умелое руководство боевой работой подразделений пожарной охраны по тушению пожаров и спасению людей;
- за отвагу, мужество и настойчивость, проявленные в целях предотвращения взрыва или пожара.

Награждение медалью «За отвагу на пожаре» производилось от имени Президиума Верховного Совета СССР Президиумами Верховных Советов союзных республик.
Вручение медали «За отвагу на пожаре» производилось от имени Президиума Верховного Совета СССР председателями, заместителями председателей и членами Президиумов Верховных Советов союзных и автономных республик, председателями, заместителями председателей и членами исполнительных комитетов краевых, областных, районных и городских Советов народных депутатов по месту жительства награждённых, а военнослужащим — военным командованием.
Вместе с медалью награждённому вручалось удостоверение установленной формы.
Медаль «За отвагу на пожаре» носится на левой стороне груди и при наличии других медалей СССР располагается после медали «За отличную службу по охране общественного порядка».

## Описание медали
Медаль «За отвагу на пожаре» первоначально изготавливалась из серебра, позже из посеребренного нейзильбера и имеет форму правильного круга диаметром 32 мм.
На лицевой стороне медали в верхней части по окружности надпись «ЗА ОТВАГУ НА ПОЖАРЕ», под надписью пятиконечная звёздочка, в центре скрещены пожарный топор и раздвижной ключ. В нижней части изображение серпа и молота на двух скрещенных лавро-дубовых ветвях.
На оборотной стороне медали изображена в неполный рост фигура пожарного со спасённым ребёнком на руках, на заднем плане видна часть горящего жилого дома, внизу лавровая веточка.
Все изображения и надписи на медали выпуклые. Лицевая и оборотная стороны медали по окружности окаймлены выпуклым бортиком.
Медаль при помощи ушка и кольца соединяется с пятиугольной колодочкой, обтянутой креповой шёлковой муаровой лентой шириной 24 мм с васильковыми полосками по её краям шириной 3 мм каждая, окаймлённая белыми полосками шириной 1 мм каждая.

## Изображения
- Лицевая сторона
- Оборотная сторона